# Lago do Amor
Lago do Amor é um lago situado na Cidade Universitária da Universidade Federal do Mato Grosso do Sul na cidade de Campo Grande, a capital do estado de Mato Grosso do Sul, Brasil.